# جنس رانکین
جنس رانکین (انگلیسی: Janice Rankin؛ زادهٔ ۸ فوریهٔ ۱۹۷۲) ورزشکار کرلینگ اهل بریتانیا است.